# Gombreny
Gombreny (en catalán y oficialmente Gombrèn) es un municipio y localidad española de la provincia de Gerona, en la comunidad autónoma de Cataluña. El término municipal, ubicado en la comarca  del Ripollés y en el valle del Merdás, tiene una población de 196 habitantes (INE 2024).

## Historia
A mediados del siglo XIX, el lugar tenía contabilizada una población de 468 habitantes. Aparece descrito en el octavo volumen del Diccionario geográfico-estadístico-histórico de España y sus posesiones de Ultramar de Pascual Madoz de la siguiente manera:

GOMBREN ó GUMBREN: l. cab. de ayunt. que forma con Arañonet y Puigbú en la prov. de Gerona (10 leg.), part. jud. de Ribas (4), aud. terr., c. g. de Barcelona (20), dioc. de Vich (9): sit. en un valle; le combaten con frecuencia los vientos del N., y sin embargo su clima es templado y sano. Tiene 100 casas, la consistorial, cárcel, escuela de instruccion primaria dotada con 1,000 rs. vn., y concurrida por 40 ó 50 alumnos, y una igl. parr. de la que es aneja la de Puigbó, servida por un cura de segundo ascenso; á tiro de piedra de la pobl., hay fuentes de buenas aguas para el surtido y uso comun del vecindario. El term. confina N. Campellas y Nava (2 leg.); E. Campdevanal y Puigrodon (1/2); S. Frontañá y Estinlla (1), y O. Castellar de Nuch, y Pobla de Lillet; en él se encuentra á la parte N. de la montaña un santuario dedicado á la Virgen Ntra. Sra. El terreno es de buena calidad, contiene montes muy altos al N. y S. con algunas casas de campo; y le cruzan varios caminos locales. El correo se recibe de Ripoll por medio de balijero. prod.: trigo y maiz; cria ganado lanar y vacuno, y caza de perdices. ind. y comercio: molinos de harina, tejidos de lana y esportacion de estos. pobl.: 126 vec., 468 alm. cap. prod.: 3.253,600 rs. imp.: 81,340.
(Madoz, 1847, p. 555)

En la localidad se encuentra el Jardín Botánico de Plantas Medicinales de Gombreny.

## Demografía
Gombreny cuenta con una población de 196 habitantes (INE 2024).
| Gráfica de evolución demográfica de Gombreny entre 1842 y 2021 |
| |
| Población de derecho según los censos de población del INE Población de hecho según los censos de población del INEEn estos censos se denominaba Gombreny: 1842, 1857, 1860, 1877, 1887, 1897, 1900, 1910, 1920, 1930, 1940, 1950, 1960, 1970 y 1981 Entre el censo de 1857 y el anterior, crece el término del municipio porque incorpora a Puigbó |

## Patrimonio
- Santuario de Montgrony.
- Castillo de Mataplana.

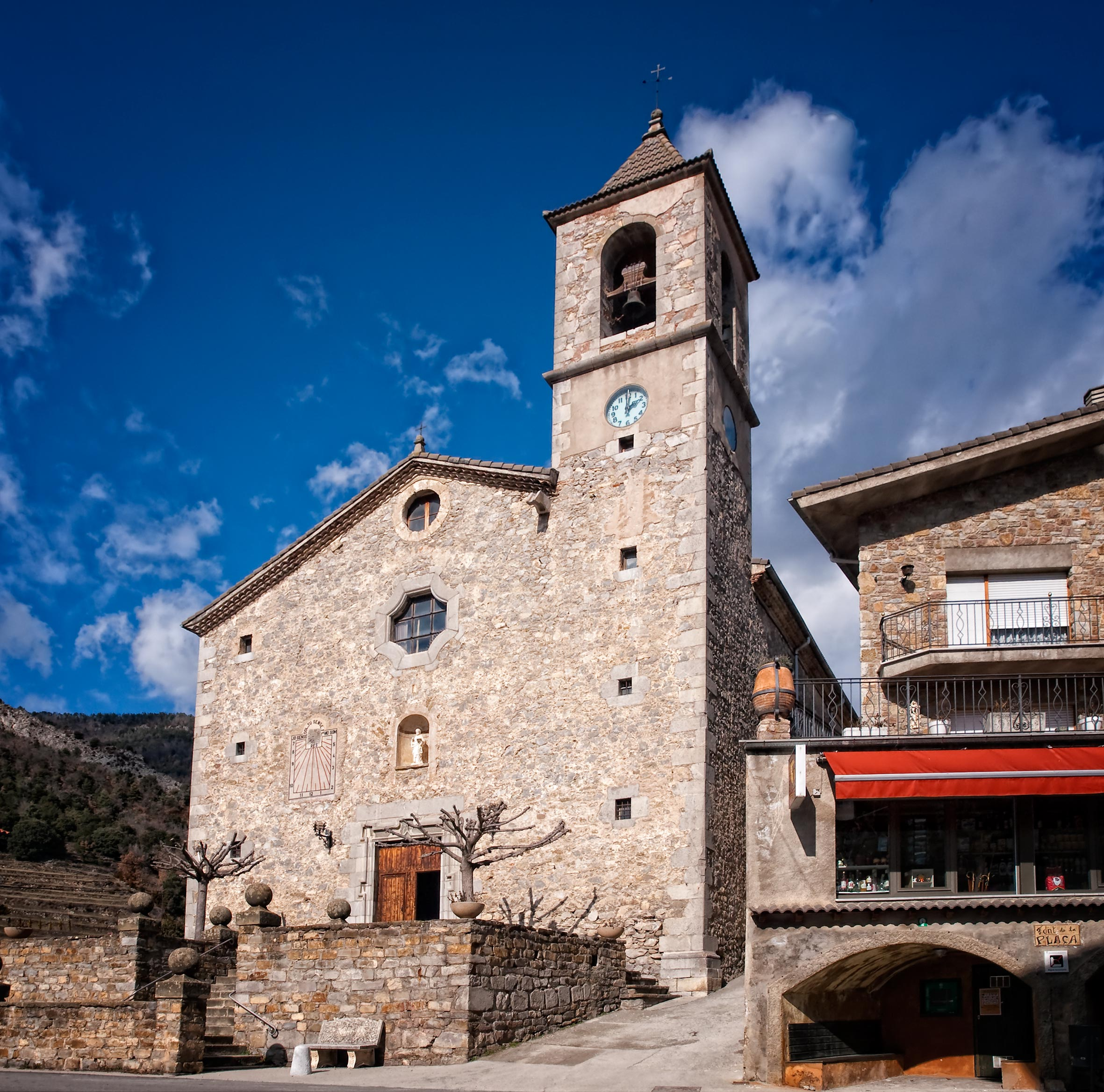
Iglesia parroquial de San Pedro

- Casa natal de Francisco Coll Guitart.
- Iglesia de San Pedro.

## Personas notables
- Francisco Coll Guitart.

## Curiosidades
La población está vinculada a la leyenda del conde Arnau.

## Entidades de población
- Aranyonet, 7 hab.
- El Cortal, 10 hab.
- Montgrony, 8 hab.
- Gombreny, 161 hab. en el núcleo y 53 hab. diseminados.

Población el 1 de enero de 2018.